# Neoregelia smithii
Neoregelia smithii är en gräsväxtart som beskrevs av Wilhelm Weber. Neoregelia smithii ingår i släktet Neoregelia och familjen Bromeliaceae. Inga underarter finns listade i Catalogue of Life.